# Пам'ятний знак полтавській галушці
Пам'ятний знак полтавській галушці, або пам'ятник галушці — символічний пам'ятний знак на честь традиційної для регіону Полтавщини страви української кухні — галушки, в Полтаві, один із міських символів, уособлення щедрості й добробуту.
Розміщений у затишному і мальовничому закутку в історичній частині Полтави — на Соборному майдані на Івановій горі, поряд з однойменним рестораном.
Автори пам'ятного знака — народний художник України Анатолій Чорнощоков і скульптор Микола Цись.

## Опис
Пам'ятний знак полтавській галушці являє собою величезний полумисок з 12-ма бетонними галушками та глибокою, як черпак, ложкою на постаменті у вигляді дерев'яної стільниці, перевитої традиційним українським рушником.
Цей оригінальний витвір символізує достаток і добробут родини. Символ галушки має сакральне значення, позаяк хліб здавна шанувався в українській традиції [1].

## З історії і традицій пам'ятника
Урочисте відкриття у камені традиційної української народної страви — галушки, відбулося в Полтаві 1 квітня 2006 року й присвячувалося не Дню сміху, а дню народження українського класика Миколи Гоголя, який у своїх творах прославив галушку на весь світ. Ініціатором появи оригінального пам'ятного знака виступив депутат Верховної Ради Анатолій Кукоба, а сама ідея створення пам'ятника, як візитівки міста, з'явилася в середовищі місцевих художників за кілька років до його відкриття.
Пам'ятний знак спорудили суто за спонсорські, а не бюджетні кошти, і вартість спорудження становила приблизно 100 тисяч гривень.
Пам'ятник відразу ж став одним із найпопулярніших місць Полтави у городян і гостей міста. Крім народної любові, він нерідко піддавався критиці, адже фактично візитівкою великого історичного українського міста стала миска з їжею. Це творіння мистецтва, що уособлює достаток і добробут родини, являє собою величезну глибоку тарілку з вже приготованими 12-ма галушками і великою ложкою на постаменті у вигляді дерев'яної стільниці.
Спершу пам'ятник помістили біля Свято-Успенського кафедрального собору (УПЦ КП), але у зв'язку з численними тривалими (більш ніж рік) клопотаннями членів релігійної громади та полтавської інтелігенції улітку 2007 року перенесли на 200 метрів — на інший бік майдану, до ресторану «Іванова гора».
Від кінця 2000-х років біля цього пам'ятника на Соборному майдані щорічно відбувається Свято галушки, у ході якого можна поласувати галушками з м'ясом, сиром, сметаною, печінкою, картоплею з вишкварками, з різними спеціями та побачити кулінарний конкурс на приготування найсмачнішої галушки, концерти, конкурси, театралізоване дійство за мотивами творів Івана Котляревського та Миколи Гоголя, а також виставку «Історія полтавської галушки».
Пам'ятний знак полтавській галушці є обов'язковим пунктом відвідання місцевих весільних кортежів. У цьому зв'язку в полтавців виникла цікава традиція — жених з нареченою фотографуються на тлі пам'ятного знака, причому один із членів новоствореного подружжя сідає в ложку, а другий — тримається за її кінець, і хто першим ухопиться за ложку, а не всядеться в неї, той начебто й буде головним у родині.

## Виноски
1. ↑  Полтавська галушка як реліквія міста - ipoltavets.com. ipoltavets.com (укр.). Архів оригіналу за 9 травня 2021. Процитовано 30 березня 2021.
2. ↑  В Україні відкрили пам'ятник галушці // повідомлення за 1 квітня 2006 року на Gazeta.ua (Останні новини України та світу) [Архівовано 2 травня 2009 у Wayback Machine.]
3. ↑  Кучеренко Людмила Кулінарна страва з бетону. У Полтаві поставлять пам'ятник… галушці[недоступне посилання з липня 2019] // газ. «Народне слово» за 3 грудня 2005 року
4. ↑  Пам’ятник галушці. mydim.ua (укр.). Архів оригіналу за 15 серпня 2017. Процитовано 15 серпня 2017.
5. ↑  У Полтаві перенесли пам'ятник галушці, повідомл. за 15-06-2007 на ua.for-ua.com. Архів оригіналу за 12 липня 2012. Процитовано 15 квітня 2011.